# La Chapelle-Bertrand
La Chapelle-Bertrand is een gemeente in het Franse departement Deux-Sèvres (regio Nouvelle-Aquitaine) en telt 450 inwoners (2004). De plaats maakt deel uit van het arrondissement Parthenay.

## Geografie
De oppervlakte van La Chapelle-Bertrand bedraagt 19,2 km², de bevolkingsdichtheid is 23,4 inwoners per km².

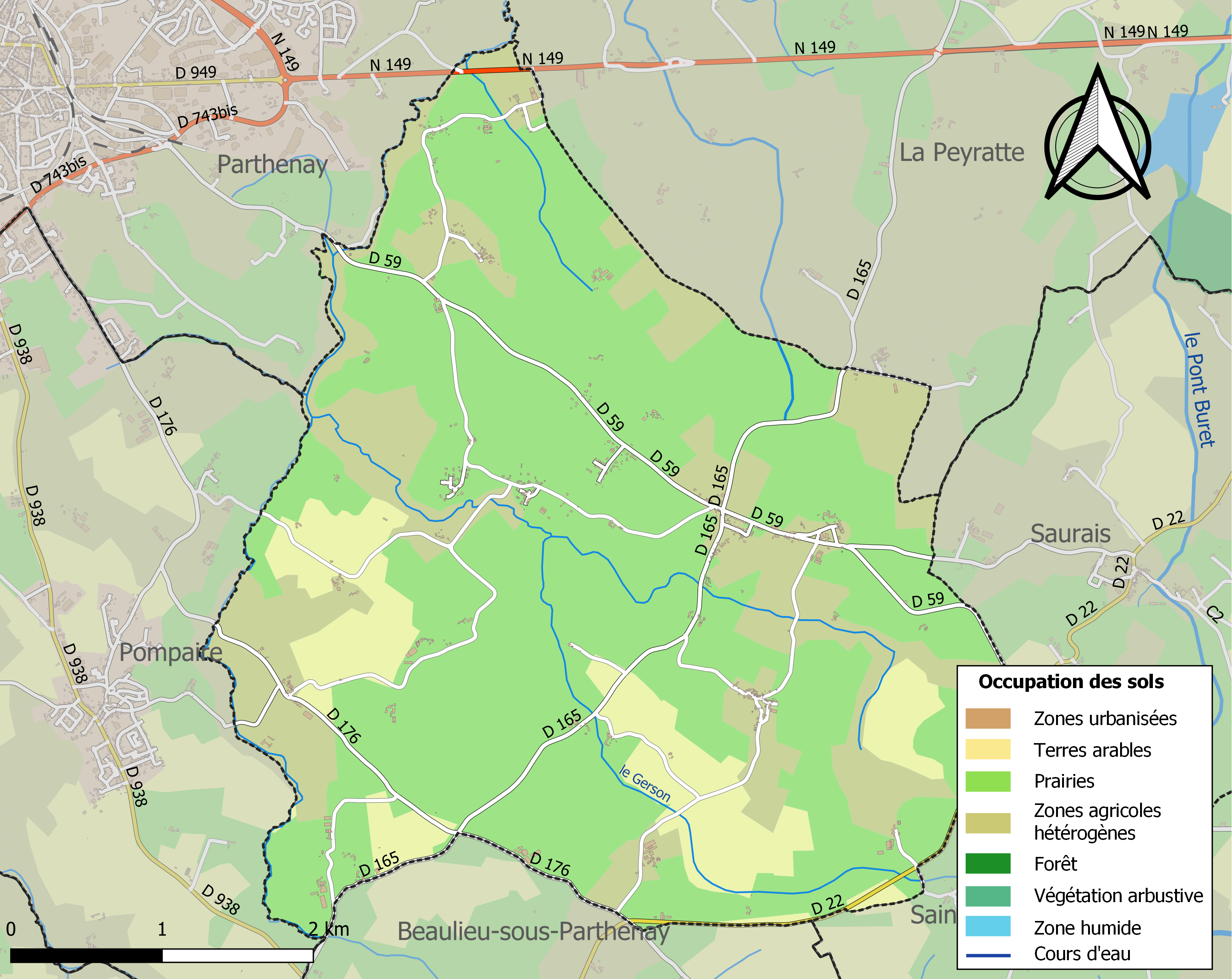
Kaart van de gemeente met de belangrijkste infrastructuur, bodemgebruik en omliggende gemeenten

. 

## Demografie
Onderstaande figuur toont het verloop van het inwonertal (bron: INSEE-tellingen).